# Michael Kötz

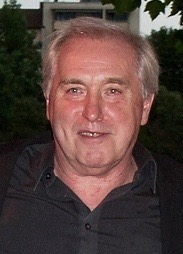
Michael Kötz (2014)

Michael Kötz (* 27. Mai 1951) ist ein deutscher Kulturmanager, Filmkritiker und Filmemacher. 

## Leben
Nach dem Abitur am Nordsee-Gymnasium Langeoog studierte Michael Kötz Germanistik und Politologie, hauptsächlich in Frankfurt/Main, und promovierte 1985 bei Alexander Kluge.
Danach war er als Filmkritiker publizistisch tätig, so bei der Frankfurter Rundschau, dem Sonntagsblatt, im Radio (NDR, Radio Bremen, HR) und im Fernsehen. Er hatte  verschiedene Lehraufträge und war von 1992 bis 2019 Direktor des Internationalen Filmfestivals Mannheim-Heidelberg, das er zu einem Festival der zwei Städte ausgebaut hat. 2005 gründete Kötz mit seiner Frau Daniela Kötz das Festival des deutschen Films Ludwigshafen am Rhein, das mit weit über 100.000 Besuchern zum zweitbeliebtesten Filmfestival Deutschlands wurde und dessen Intendant und Gesellschafter er ist. 
Michael Kötz ist außerdem Präsident der Freien Akademie der Künste Rhein-Neckar.

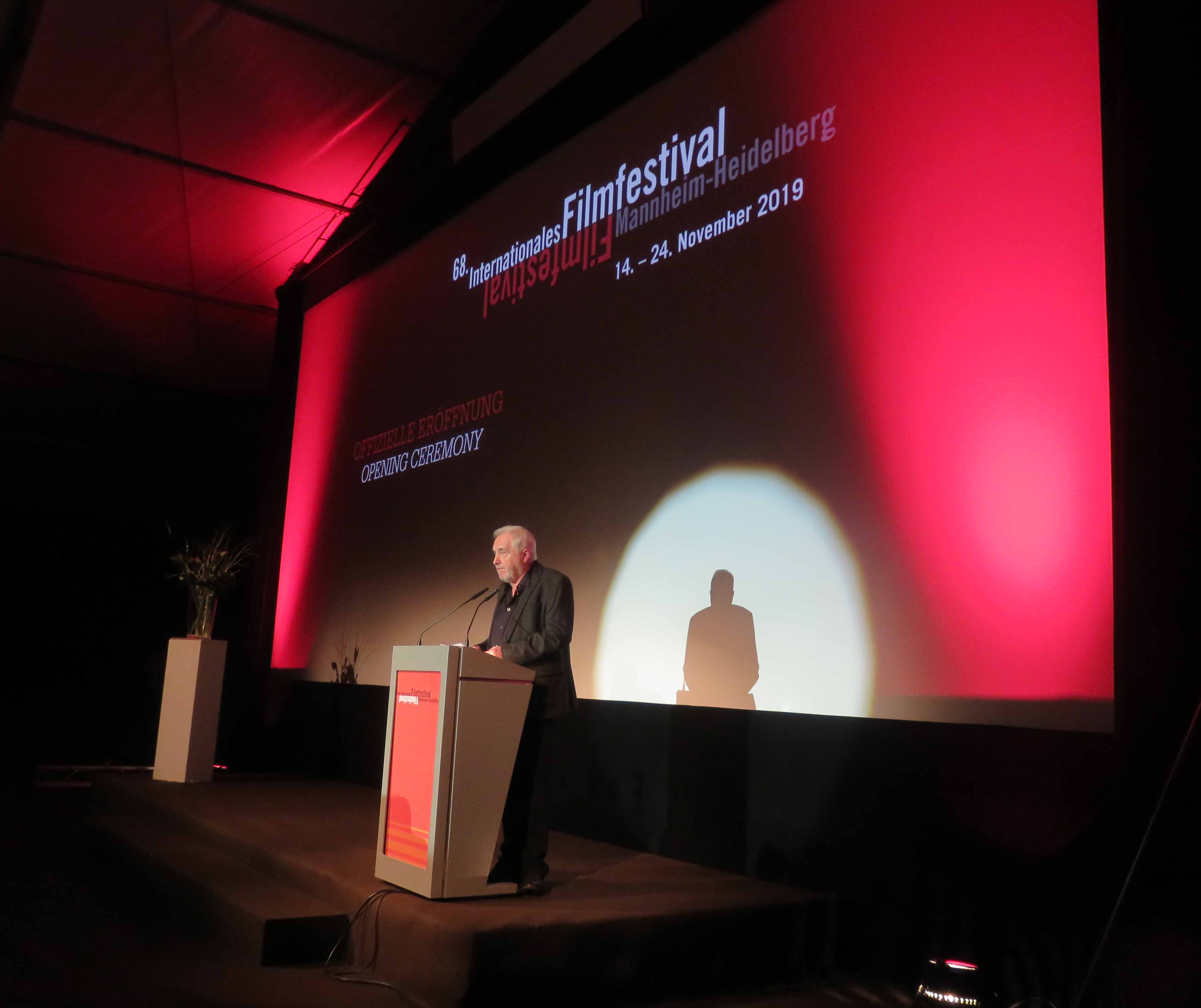
Direktor Dr. Michael Kötz während der Eröffnung des Internationalen Filmfestivals in Heidelberg (2019)

## Filmografie
- 1981: Heimatkunde (Regie)
- 1988: Wild auf Kino. Eine Reise durch den allerjüngsten deutschen Film (Regie)
- 2001: Geschichte mit Eigensinn (Drehbuch, Kommentar, Produzent, Schnitt, Sprecher, Regie)
- 2007: Traumhafte Zeiten – Erzählung einer Stadt. Mannheim 1607–2007 (Drehbuch, Regie, Sprecher, Produzent. Schnitt Ralf Herrmann)